# トーバルズ (小惑星)
トーバルズ(9793 Torvalds)は、メインベルトにある小惑星である。アリゾナ大学のスペースウォッチ・プロジェクトで発見された。
フィンランド、ヘルシンキ出身のプログラマでLinuxカーネルを開発し、1991年に一般に公開したことで有名なリーナス・トーバルズに因んで命名された。